# Svatý Mungo
Svatý Mungo neboli Kentigern (mezi 518 a 540, Culross, Skotsko – 13. ledna mezi 603 a 614, Glasgow) byl skotský biskup a misionář, uctívaný po smrti jako svatý. Podle legendy je zakladatelem města Glasgow.
Mungo šířil křesťanství ve Walesu, Cumbrii a Skotsku. Byl prvním biskupem Glasgow. Po smrti byl pochován v glasgowské katedrále, která nese jeho jméno.
Původním jménem Kentigern, což pravděpodobně znamená "Psí princ", se stal ve Skotsku známějším pod přezdívkou Mungo, v překladu z gaelštiny milý přítel, jíž si získal pro svou laskavost. Je patronem města Glasgow i celého Skotska.